# Nitekela
Nitekela ist ein Verwaltungsbezirk (Ward) des Distrikts Nanyamba Town Council in der tansanischen Region Mtwara. 

## Geografie
Nitekela liegt im Südosten von Tansania etwa 65 Kilometer südwestlich von Mtwara. Im Osten grenzt der Bezirk an die Distrikthauptstadt Nanyamba. Bei der Volkszählung 2022 lebten hier 6227 Menschen in 1838 Haushalten.

## Gliederung
Der Bezirk besteht aus sechs Gemeinden (Mtaa) mit 24 Orten (Kitongoji):
| Chiwilo - Chiwilo - Jangwani - Amani - Shuleni | Migombani - Migombani - Kiwanjani - Lizika - Tandika | Kitamabondeni - Magomeni - Namahenje - Kitama Shuleni - Kitama Bondeni | Miule - Miule - Huruma - Hiari - Majengo | Nitekela - Zahanati - Misufini - Lizika - Malamba | Maendeleo - Majengo - Ghana - Unguja - Pemba |

## Wirtschaft und Infrastruktur
- Gesundheit: In Nitekela gibt es eine staatliche Apotheke.[6]
- Bildung: Die Nitekela Secondary School bildet Jugendliche bis zur 4. Stufe aus.[7]